# ثيتل عربي
الثَّيْتَل العربي أو الثَّيْتَل البربري أو حيرم الأطلس هو حيوان ثديي بري ينتمي لفصيلة البقريات مثل باقي حيوانات الثيتل، يعتبر من ظباء المناطق شبه الصحراوية التي كانت تعيش في شمال إفريقيا وفي الشرق الأدنى، وقيل أنها استوطنت أيضًا شبه الجزيرة العربية، كان هذا النوع يعد من فرائس الأسود البربرية. هو ظبي ضخم ذو قرنين منحرفين إلى الأمام والوسط، وزنه ما بين 70-80 كلغ وطوله ما بين 1.20 –1.40 متر، تم قتل آخر ثيتل في مناطق ملوية العليا حوالي سنة 1926 من طرف الصيادين.